# Championnats du monde d'escrime 1952
Navigation
Édition précédente Édition suivante
Les 8es championnats du monde d'escrime se déroulent à Copenhague. 
N'y est organisée que la seule épreuve de fleuret féminin par équipe, épreuve absente des Jeux olympiques d'Helsinki.

## Résultats
| Épreuves                               | Or                                                                       | Argent | Bronze                                                                                     |
| -------------------------------------- | ------------------------------------------------------------------------ | --- | ------------------------------------------------------------------------------------------ |
| Fleuret                                |                                                                          | |                                                                                            |
| Femmes par équipes résultats détaillés | Hongrie- Ilona Elek - Margit Elek - Magdolna Nyári-Kovács - Magda Zsabka | France- Kate Bernheim - Odette Drand - Renée Garilhe - Françoise Gouny - Lylian Guyonneau - Françoise Mailliard | Italie- Irene Camber - Alberta Lorenzoni - Velleda Cesari - Silvia Strukel - Jenny Zanelli |

## Tableau des médailles
| Rang | Nation  | Or | Argent | Bronze | Total |
| ---- | ------- | -- | ------ | ------ | ----- |
| 1    | Hongrie | 1  | 0      | 0      | 1     |
| 2    | France  | 0  | 1      | 0      | 1     |
| 3    | Italie  | 0  | 0      | 1      | 1     |